# Phelps County (Nebraska)
Phelps County ist ein County im Bundesstaat Nebraska der Vereinigten Staaten. Der Verwaltungssitz (County Seat) ist Holdrege, das nach dem Eisenbahnfunktionär George W. Holdrege benannt wurde.

## Geographie
Das County liegt im Süden von Nebraska, ist etwa 40 km von Kansas entfernt und hat eine Fläche von 1400 Quadratkilometern, wovon 2 Quadratkilometer Wasserfläche sind. Es grenzt im Uhrzeigersinn an folgende Countys: Kearney County, Harlan County, Furnas County, Gosper County, Dawson County und Buffalo County.

## Geschichte
Phelps County wurde 1873 gebildet. Benannt wurde es nach William Phelps, einem frühen Siedler in diesem Gebiet.
Fünf Bauwerke und Stätten des Countys sind insgesamt im National Register of Historic Places eingetragen (Stand 12. Februar 2018).

## Demografische Daten

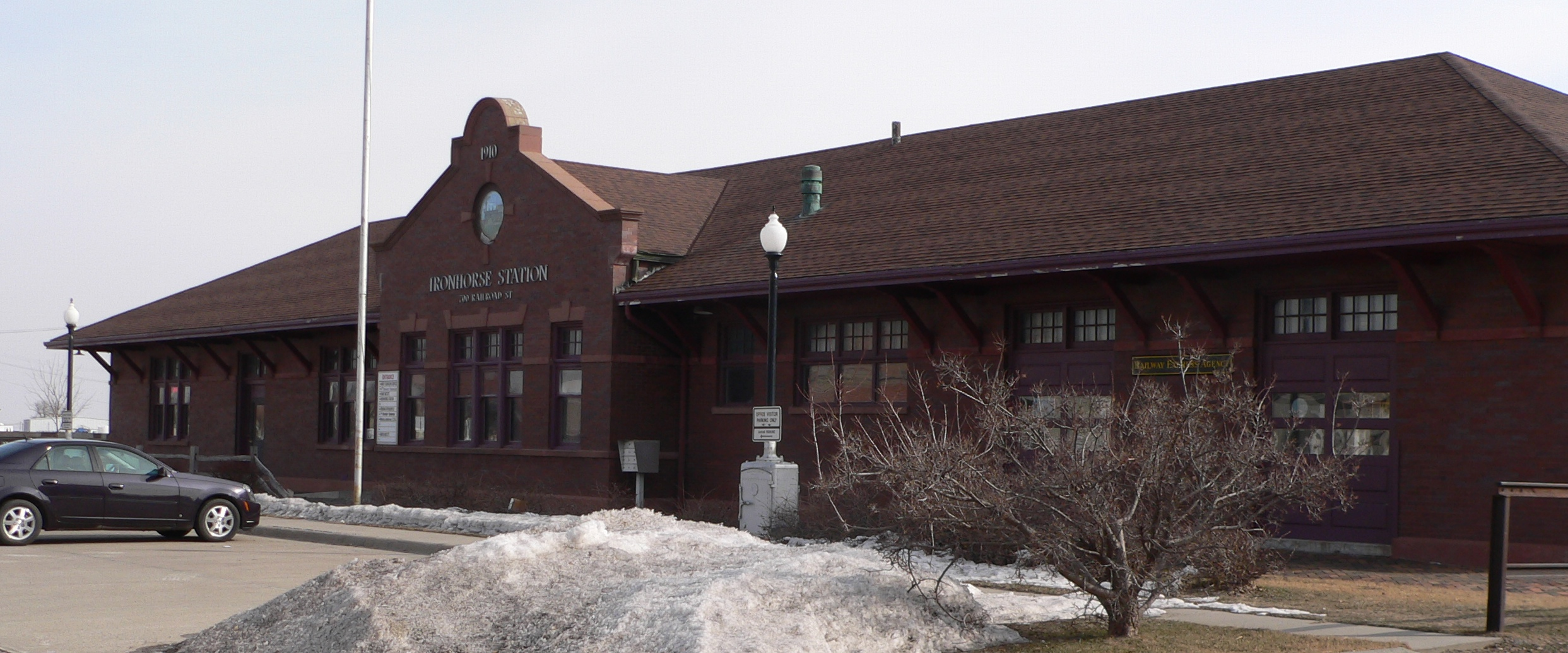
CB&Q Holdrege Depot, gelistet im NRHP

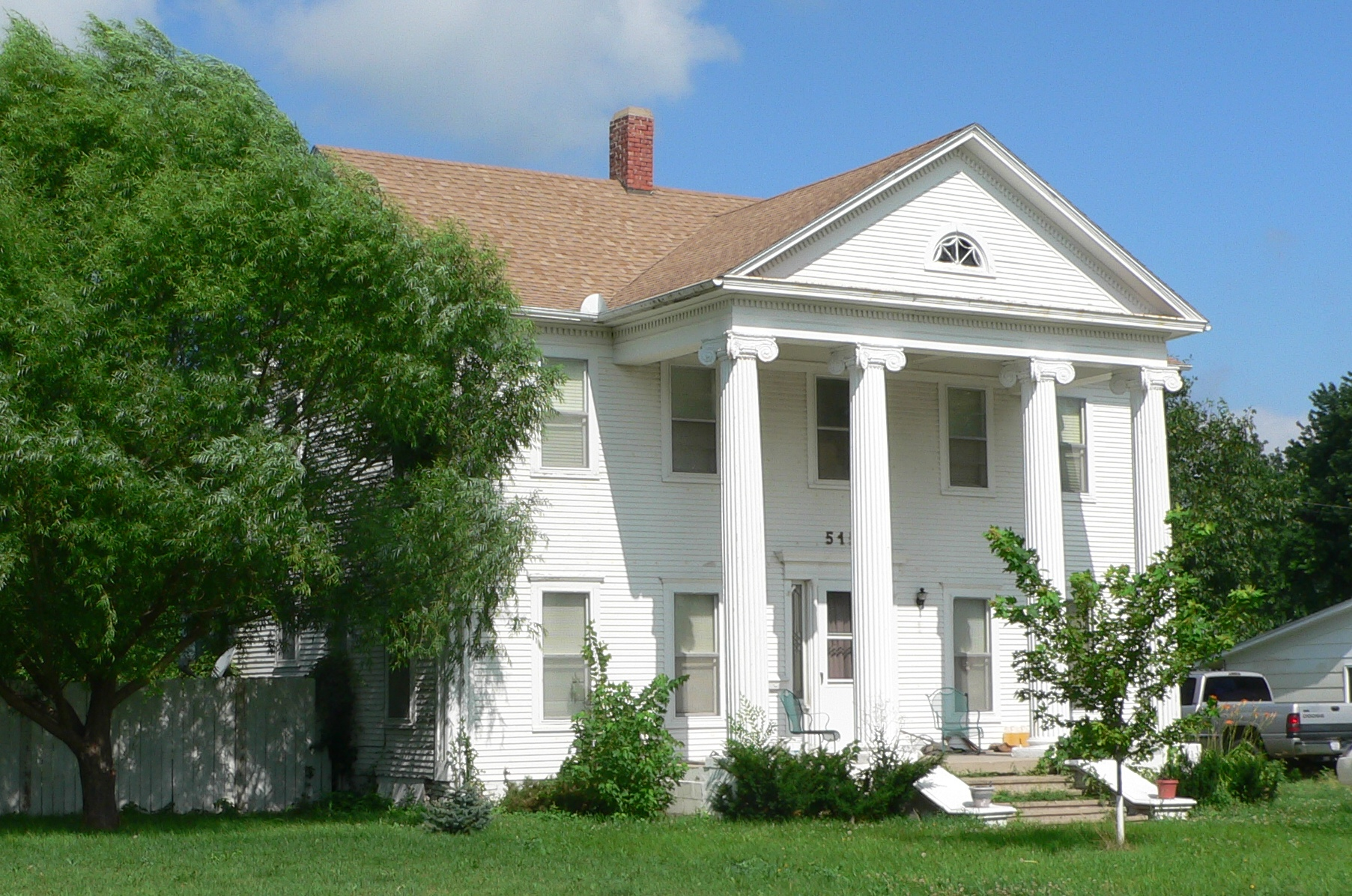
Kinner House, gelistet im NRHP

Nach der Volkszählung im Jahr 2000 lebten im Phelps County 9747 Menschen. Davon wohnten 259 Personen in Sammelunterkünften, die anderen Einwohner lebten in 3844 Haushalten und 2683 Familien. Die Bevölkerungsdichte betrug 7 Einwohner pro Quadratkilometer. Ethnisch betrachtet setzte sich die Bevölkerung zusammen aus 97,79 Prozent Weißen, 0,11 Prozent Afroamerikanern, 0,28 Prozent amerikanischen Ureinwohnern, 0,28 Prozent Asiaten und 0,79 Prozent aus anderen ethnischen Gruppen; 0,75 Prozent stammten von zwei oder mehr Ethnien ab. 2,26 Prozent der Bevölkerung waren spanischer oder lateinamerikanischer Abstammung.
Von den 3844 Haushalten hatten 33,1 Prozent Kinder und Jugendliche unter 18 Jahre, die bei ihnen lebten. 61,6 Prozent waren verheiratete, zusammenlebende Paare, 5,8 Prozent waren allein erziehende Mütter, 30,2 Prozent waren keine Familien, 26,7 Prozent waren Singlehaushalte und in 13,0 Prozent lebten Menschen im Alter von 65 Jahren oder darüber. Die Durchschnittshaushaltsgröße betrug 2,47 und die durchschnittliche Familiengröße lag bei 3,00 Personen.
Auf das gesamte County bezogen setzte sich die Bevölkerung zusammen aus 26,5 Prozent Einwohnern unter 18 Jahren, 6,1 Prozent zwischen 18 und 24 Jahren, 25,8 Prozent zwischen 25 und 44 Jahren, 23,6 Prozent zwischen 45 und 64 Jahren und 18,1 Prozent waren 65 Jahre alt oder darüber. Das Durchschnittsalter betrug 39 Jahre. Auf 100 weibliche Personen kamen 96,1 männliche Personen. Auf 100 Frauen im Alter von 18 Jahren oder darüber kamen statistisch 92,9 Männer.
Das jährliche Durchschnittseinkommen eines Haushalts betrug 37.319 USD, das Durchschnittseinkommen der Familien betrug 44.943 USD. Männer hatten ein Durchschnittseinkommen von 28.962 USD, Frauen 21.741 USD. Das Prokopfeinkommen betrug 19.044 USD. 6,2 Prozent der Familien und 8,9 Prozent der Bevölkerung lebten unterhalb der Armutsgrenze. Davon waren 12,1 Prozent Kinder oder Jugendliche unter 18 Jahre und 7,7 Prozent waren Menschen über 65 Jahre.

## Orte im County
- Atlanta
- Bertrand
- Clyde
- Funk
- Holdrege
- Loomis
- Sacramento

Townships
- Anderson Township
- Center Township
- Cottonwood Township
- Divide Township
- Garfield Township
- Industry-Rock Falls Township
- Laird Township
- Lake Township
- Prairie Township
- Sheridan Township
- Union Township
- Westmark Township
- Westside Township
- Williamsburg Township